# Soaserana (Betioky Sud)
Pour les articles homonymes, voir Soaserana.
Soaserana est une commune rurale malgache située dans la partie centre-est de la région d'Atsimo-Andrefana.